# جان شوفیلد (بازیکن فوتبال)
جان شوفیلد (انگلیسی: John Schofield؛ زادهٔ ۱۶ مهٔ ۱۹۶۵) بازیکن فوتبال اهل بریتانیا است.
از باشگاه‌هایی که در آن بازی کرده است می‌توان به باشگاه فوتبال منزفیلد تاون، باشگاه فوتبال هال سیتی، باشگاه فوتبال شپشد دینامو، باشگاه فوتبال ماتلوک تاون، باشگاه فوتبال گینزبورو ترینیتی، باشگاه فوتبال دونکستر راورز، و باشگاه فوتبال لینکولن سیتی اشاره کرد.